# Rio Luna
Luna é um rio espanhol da província de Castela e Leão que pertence à bacia hidrográfica do rio Douro. Nasce na Cordilheira Cantábrica e flui até se encontrar com o rio Omanha, com o qual forma o Rio Órbigo.